# Myrmarachne cuprea
Myrmarachne cuprea là một loài nhện trong họ Salticidae.
Loài này thuộc chi Myrmarachne. Myrmarachne cuprea được Henry Roughton Hogg miêu tả năm 1896.